# Fogh bag facaden
Fogh bag facaden er en dansk portrætfilm fra 2003, der er instrueret af Christoffer Guldbrandsen.

## Handling
Filmen følger statsminister Anders Fogh Rasmussen i efteråret 2002, hvor han - som formand for EU - leder forhandlingerne om EU's udvidelse mod øst. Filmen skildrer spin, pres og manipulation blandt politikere og embedsmænd og affødte en heftig debat i medierne.